# Termitoderus genieri
Termitoderus genieri är en skalbaggsart som beskrevs av Bordat och Moretto 2010. Termitoderus genieri ingår i släktet Termitoderus och familjen Aphodiidae. Inga underarter finns listade i Catalogue of Life.